# Aeroportul Greensboro North
Aeroportul Greensboro North (IATA: XLL, FAA LID: 36NC) este un aeroport din Carolina de Nord, Statele Unite ale Americii ce deservește zona Greensboro. A fost numit după zona deservită.
Situat la o altitudine de 274 m, aeroportul dispune de 1 pistă.

## Infrastructură

### Piste
Aeroportul dispune de o singură pistă. Pista 05/23 are dimensiunile 3.200 picioare × 32 picioare. 